# Зушиці
Зушиці — село в Україні, у Городоцькій міській об'єднаній територіальній громаді Львівському районі Львівської області. Населення становить 181 особу. Орган місцевого самоврядування - Городоцька міська рада.

## Історія
31 серпня 1375 року титулярний «Король Русі» Владислав Опольчик в Городку видав грамоту, згідно з якою Лимбірд зі Здушиць (Дзушиць) (лат. Lymbirdus de Dzuschicze) отримував село у постійне володіння (також село Освицю(і)).
23 серпня 1448 року король Казимир IV Ягеллончик, перебуваючи в селі Козлів, видав грамоту стосовно надання магдебурзького права селу Зушиці (або Дзушиці; записана Яном з Конєцполя — королівським канцеляристом). Згідно з наданою грамотою, війтом села був призначений Петро Дзік (пол. Piotr Dzik, лат. Nobili Petro Dzyk).
На 1 січня 1939 року в селі мешкало 460 осіб, з них 360 українців-греко-католиків, 95 українців-латинників, 5 поляків. У роки визвольної боротьби в селі діяла боївка «Крука».